# Valentin Ivanov (scheidsrechter)

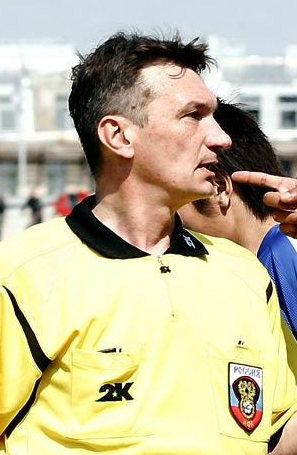
Valentin Ivanov

Valentin Valentinovitsj Ivanov (Russisch: Валентин Валентинович Иванов) (Moskou, 4 juli 1961) is een Russische voetbalscheidsrechter actief op mondiaal niveau. Ivanov was een van de in totaal 23 scheidsrechters tijdens het wereldkampioenschap voetbal van 2006 in Duitsland. Hij is de zoon van Valentin Kozmitsj Ivanov, die op de wereldkampioenschappen voetbal van 1958 en 1962 en daartussenin ook nog het Europees kampioenschap voetbal van 1960 voor de Sovjet-Unie uitkwam, en Lidia Ivanova, olympisch kampioene turnen in de landenwedstrijd in 1956 een 1960.
Ivanov is sedert 1989 scheidsrechter en fluit sinds 2001 op internationaal niveau in dienst van de FIFA en de UEFA. Hij heeft onder andere wedstrijden in de UEFA Cup, de UEFA Champions League, het wereldkampioenschap voetbal voor clubs, de FIFA Confederations Cup, het EK 2004, het WK 2006 en EK- en WK-kwalificatiewedstrijden in goede banen proberen te leiden.
In 2006 haalde hij het record voor de meeste rode kaarten in een wedstrijd van een WK-eindronde: in de achtste finale Portugal–Nederland deelde hij zestien gele kaarten uit, waarvan er vier rood opleverden. Toenmalig FIFA-baas Sepp Blatter zei over deze wedstrijd dat Ivanov zelf een gele kaart verdiende. Later gaf hij echter aan spijt te hebben van deze woorden en officieel zijn verontschuldigingen te zullen aanbieden.

## Statistieken
| Evenement                        | Matchen | Kreeg geel | Kreeg voor de tweede keer geel en dus rood | Weggestuurd |
| -------------------------------- | ------- | ---------- | ------------------------------------------ | ----------- |
| Vriendschappelijk                | 1       | 0          | 0                                          | 0           |
| UEFA Cup                         | 1       | 1          | 0                                          | 0           |
| UEFA Champions League            | 21      | 64         | 2                                          | 1           |
| FIFA Confederations Cup 2003     | 2       | 4          | 0                                          | 0           |
| WK voor clubs 2003               | 1       | 3          | 0                                          | 0           |
| UEFA EK-kwalificatie 2004        | 3       | 10         | 0                                          | 0           |
| EK voetbal 2004                  | 3       | 12         | 1                                          | 0           |
| UEFA WK-kwalificatie 2006        | 4       | 20         | 0                                          | 0           |
| Wereldkampioenschap voetbal 2006 | 3       | 33         | 4                                          | 0           |
| Totaal                           | 36      | 130        | 7                                          | 1           |

* Bijgewerkt tot 26 juni 2006